# Frank Van der Stucken
Frank Valentine Van der Stucken (* 15. Oktober 1858 in Fredericksburg (Texas); † 16. August 1929 in Hamburg) war ein US-amerikanischer Dirigent und Komponist.

## Leben
Van der Stucken war Sohn belgischer Auswanderer aus Antwerpen. Sein Vater diente als Captain der First Texas Cavalry im Amerikanischen Bürgerkrieg und wurde 1864 Justizchef des Gillespie County. 1865 kehrte die Familie nach Antwerpen zurück.
Hier studierte Van der Stucken zwischen 1866 und 1876 Violine bei Émile Wambach und Komposition bei Peter Benoit. Im Alter von sechzehn Jahren komponierte er ein Te Deum, das in der Antwerpener Sint-Jacob-Kirche und ein Orchesterballett, das am Königlichen Theater aufgeführt wurde.
1876 besuchte er die Bayreuther Festspiele und ging nach Leipzig, wo er bis 1878 bei Carl Reinecke, Victor Langer und Edvard Grieg studierte. Auf Reisen durch Europa lernte er u. a. die Komponisten Giuseppe Verdi, Emmanuel Chabrier und Jules Massenet kennen. 1881 wurde er Kapellmeister am Breslauer Stadttheater.
1883 finanzierte Franz Liszt eine Aufführung von Kompositionen Van der Stuckens in Weimar, die ihn schlagartig berühmt machte. 1884 wurde er Nachfolger von Leopold Damrosch als Leiter der New York Arion Society, eines Männerchores, den er bis 1895 leitete und mit dem er Konzertreisen durch Europa unternahm. Das zugehörige Orchester stand unter der Leitung von Max Bendix. Zugleich etablierte er sich als Orchesterdirigent: Er leitete 1885 in New York ein Konzert mit Werken amerikanischer Komponisten, gab 1887 eine Konzertreihe in der New Yorker Chickering Hall und leitete bei der Weltausstellung Paris 1889 das erste Konzert in Europa, bei dem ausschließlich Werke amerikanischer Komponisten gespielt wurden.

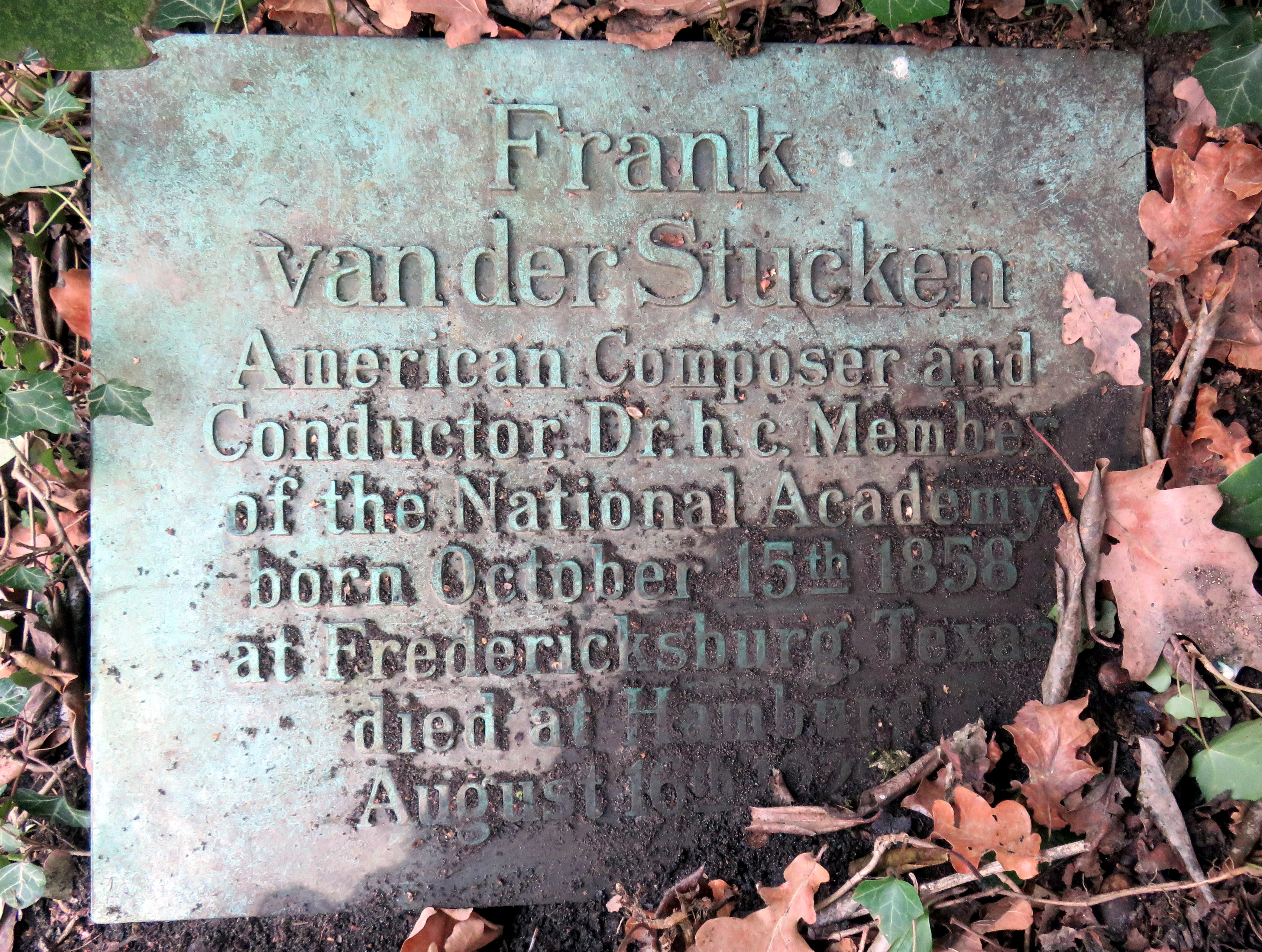
Kissenstein für Frank van der Stucken auf dem Friedhof Ohlsdorf

Daneben unterrichtete Van der Stucken von 1887 bis 1895 am National Conservatory und war von 1892 bis 1895 musikalischer Leiter des Temple Emanu El, der ersten New Yorker Reform-Synagoge. Von 1895 bis 1907 war er Leiter des Cincinnati Symphony Orchestra, außerdem Dekan des Cincinnati College of Music (von 1897 bis 1903) und Leiter des Cincinnati May Festival (von 1906 bis 1912 und von 1923 bis 1927). Zudem war er von 1901 bis 1907 Dirigent an der Metropolitan Opera. 1898 wurde er in die American Academy of Arts and Letters gewählt.
Ab 1907 lebte Van der Stucken in Deutschland und arbeitete in Europa. Außer zu den Cincinnati May Festivals besuchte er die USA nur noch gelegentlich, so zu den Feierlichkeiten zu seinem 70. Geburtstag, die in New York, Cincinnati und seinem Geburtsort Fredericksburg stattfanden. 1929 verstarb er nach einem Schlaganfall in Hamburg und wurde im Bereich der Familiengrabstätte auf dem Ohlsdorfer Friedhof bei Planquadrat J 14 nördlich von Kapelle 4 begraben.
Ein Denkmal des Komponisten von Russ Thayer befindet sich im Pioneer Garden von Fredericksburg. Seit 1991 findet hier auch ein Musikfestival in seinem Namen statt.

## Werke
- Te Deum, 1874
- Orchesterballett, 1874
- Vlasda, Oper, 1881
- Schauspielmusik zu William Shakespeares The Tempest, 1882
- Sinfonischer Prolog zu Heinrich Heines William Ratcliff, 1882
- Louisiana, Festmarsch, 1904
- Festzug
- Pax Triumphans
- Norwegische Tänze, instrumentierte Fassung der Tänze 2 und 3 von Edvard Grieg